# Chaetobranchus
Chaetobranchus – rodzaj słodkowodnych ryb okoniokształtnych z rodziny pielęgnicowatych.

## Występowanie
Ameryka Południowa

## Klasyfikacja
Gatunki zaliczane do tego rodzaju:
- Chaetobranchus flavescens Heckel, 1840
- Chaetobranchopsis orbicularis (Steindachner, 1875)
- Chaetobranchus semifasciatus Steindachner, 1875